# Svar direkt
Svar direkt är ett svenskt debattprogram lett av Siewert Öholm som sändes 1984-2000.

## Historia
Första programmet sändes den 23 oktober 1984 och innehöll ett beryktat inslag där den då 23-årige musikjournalisten Anders Tengner fick stå till svars för hårdrockgruppen W.A.S.P.:s scenframträdanden. I samma program medverkade Charlie Nordblom för att diskutera sin bok Industrispionage där han hävdade att svenska vänsterpolitiker åkt till Sovjetunionen och Östtyskland med falska pass. Detta föranledde en polisanmälan från APK-ledaren Rolf Hagel som också medverkade i programmet.
I ett senare program påstod Öholm den kulturbidragsfinansierade och då nedlagda Västsvenska teatern i Uddevalla hade hanterat sin likvidering på ett oriktigt sätt. Inslaget fälldes i Radionämnden och teatergruppen stämde senare SVT, vilket slutade i förlikning.
Den 20 januari 1994 sändes ett uppmärksammat program behovet av ett kvinnoparti diskuterades. Bland annat medverkade Maria-Pia Boëthius och Agneta Stark från Stödstrumporna och Socialdemokraternas Mona Sahlin. Öholm menade senare att programmet bidrog till att ett sådant parti inte bildades då.
Efter 148 program lades Svar direkt ned i november 1994. I stället sändes under 1995 och 1996 Kvällsöppet flera gånger i veckan med bland andra Öholm som programledare.
Svar direkt återuppstod i januari 1997. Från hösten 1998 ändrades titeln till Debattakuten - Svar direkt och programmet sändes från "akuta problemorter" runt om i Sverige.
Programmet sändes sista gången den 18 maj 2000. Inför år 2001 valde SVT att lägga ner både Debattakuten och Umeå-TV:s Nattöppet för att satsa på ett debattprogram för en något yngre publik.

## Källhänvisningar
1. ↑  Siewert Öholm stäms igen, TT, 6 november 1987
2. ↑  Teatergrupp får skadestånd av Sveriges Television, TT, 8 april 1988
3. 1 2  ”Siewert - en mästare i att avbry...”. Aftonbladet. 25 november 1994.